# 波列然山
41°43′N 23°29′E / 41.717°N 23.483°E

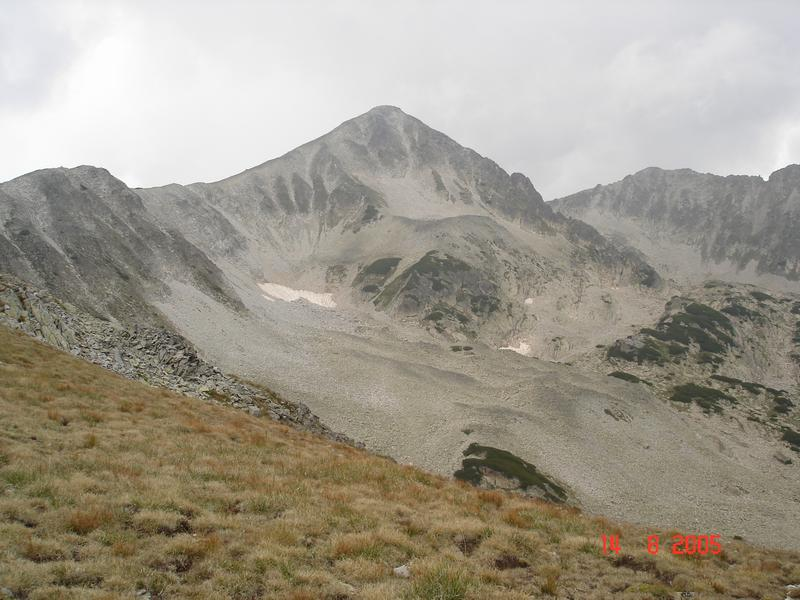

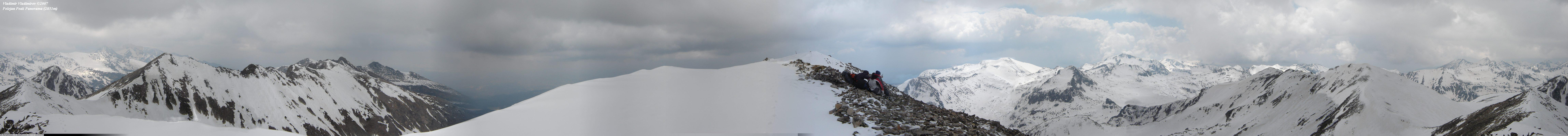

波列然山是保加利亞的山峰，位於該國西南部，處於布拉戈耶夫格勒州，屬於皮林山脈的一部分，海拔高度2,851米，山體由花崗岩組成。